# Abbazia di Evesham
L'abbazia di Evesham (in inglese Evesham Abbey) fu fondata da Sant'Egwin a Evesham in Inghilterra tra il 700 e il 710 d.C. a seguito della apparizione della Vergine Maria a Eof.
Secondo la storia monastica, Evesham attraversò il periodo della Conquista normanna insolitamente senza gravi conseguenze, grazie al rapido approccio dell'abate Ethelwig a Guglielmo il Conquistatore.
Solo una sezione delle opere murarie dell'abbazia originaria sopravvive ancora, sebbene rimangano in piedi parti della sala capitolare, della torre campanaria e del portone, che furono aggiunti successivamente alla fondazione: la sala capitolare nel XIII secolo e la torre campanaria nel XVI.
Simon de Montfort, VI conte di Leicester (1208–1265), è sepolto sotto l'altare maggiore dell'abbazia in rovina: il punto preciso è indicato da un monumento commemorativo a forma di altare dedicato dall'Arcivescovo di Canterbury nel 1965.
L'abbazia fu fondata da monaci benedettini e divenne, al suo apice, una delle più ricche del paese.
Durante la Dissoluzione dei Monasteri, l'abbazia fu demolita, cosicché nel XXI secolo solo la torre campanaria sopravvive.

## Fondazione dell'abbazia
Non si conosce con precisione l'anno di fondazione dell'abbazia di Evesham Abbey (cioè, l'anno in cui fu costituita la comunità monastica).
William Tindal (1794) affermò: "Io possiedo un manoscritto privo però di nome o riferimento, che afferma che egli [Ecgwine] fondò la sua abbazia nell'anno 682. Questo fu prima che fosse consacrato vescovo e sembra improbabile. Tanner [Not. Mon. p.168] afferma nel 701. La data del Decreto di [Papa] Costantino può risolvere la questione relativa alla consacrazione di questa abbazia, ma vi sono ragioni per supporre che Egwin iniziò ad edificarla almeno a partire dal 702".
George May indica il 701 come l'anno in cui Ethelred conferì a Ecgwine l'intera penisola, con l'erezione del monastero che prese avvio nello stesso anno.
D'altra parte, l'anno della consacrazione deriva dall'assegnazione del primo privilegio all'abbazia da parte di Papa Costantino "scritto nell'anno 709 dall'incarnazione di Nostro Signore.".
Ecgwine ritornò da Roma recando questo decreto, che sembra essere stato letto dall'arcivescovo Berhtwald a un concilio di "tutta l'Inghilterra" tenutosi ad Alcester, sebbene quell'assemblea fosse probabilmente fittizia.
Thomas of Marlborough registra che, in accordo con il dettato apostolico, una comunità di monaci fu quindi fondata (intendendo che la fondazione può essere datata anche al 709):
()
La Carta di Ecgwine (documento scritto nel 714) registra che nella festa di Ognissanti "il vescovo Wilfrid ed io consacrammo la chiesa che io avevo edificato per Dio, Maria Benedetta e per tutti gli eletti di Cristo".
La festa di Ognissanti fu istituita in Occidente dopo il 609 o il 610 sotto Papa Bonifacio IV; la sua osservanza il I novembre risale al tempo di Papa Gregorio III (morto nel 741).
Il vescovo Wilfrid fu il successore di Egwin alla cattedra di Worcester (anche se talvolta egli è confuso con Wilfrid, arcivescovo di York, che morì verso il 709 d.C.).
Sebbene l'anno esatto di fondazione resti indefinito, si può ragionevolmente assumere che la data della consacrazione dell'abbazia fu la festa di Ognissanti del 709 d.C.; che la consacrazione sia avvenuta in questo giorno festivo fornisce un collegamento evidente con la Chiesa di Tutti i Santi di Evesham.
Il fatto che l'abate Clement Lichfield sia stato sepolto sotto la Chantry Chapel (cappella cantoria), per tal motivo ora nota come Lichfield Chapel, è prova di come furono gli ultimi giorni di vita dell'abbazia.

## Dissoluzione
Durante la Dissoluzione dei Monasteri del XVI secolo, quando si arrese al re nel 1540, l'abbazia fu saccheggiata e demolita dagli abitanti della città. Solo la torre campanaria sopravvive.
Lo stemma di Evesham Abbey è tuttora utilizzato dalla Prince Henry's High School di Evesham.

## Scavi archeologici
Tra il 1811 e il 1834, l'antiquario Edward Rudge intraprese alcuni scavi dell'abbazia, che si trovava in parte su sue proprietà.
I risultati degli scavi furono trasmessi alla Society of Antiquaries of London e le illustrazioni delle scoperte furono pubblicate in Vetusta Monumenta (periodico della Società) assieme a una memoria di suo figlio Edward John Rudge.
Nel 1842, Rudge commissionò una torre ottagonale sul sito del campo di battaglia per onorare Simon de Montfort, conte di Leicester.

## Sepolture di santi
- Sant'Egwin, III vescovo di Worcester e fondatore dell'abbazia di Evesham;
- San Credan[15];
- San Wigstan (noto anche come Wulstan e Wystan)[16];
- Sant'Odolfo[17][18].

## Altre sepolture
- Simon de Montfort, VI conte di Leicester[19]
- Henry de Montfort[20]
- Hugh le Despencer, I barone le Despencer[21]

## Locomotiva a vapore della Great Western Railway di classe Star
Una delle locomotive di classe Star della Great Western Railway (GWR) fu nominata Evesham Abbey e numerata 4065.
In seguito fu ricostruita come locomotiva di classe Castle e rinumerata 5085, conservando però il nome Evesham Abbey.